# 生つば美人妻 妄想で寝取られて
『生つば美人妻 妄想で寝取られて』（なまつばびじんづま もうそうでねとられて）は、竹洞哲也監督の日本映画。脚本完成段階でのタイトルは『つまのあな』。

## 概要
2021年2月12日公開。スランプに陥った脚本家をコメディタッチで描くピンク映画。脚本の小松によると劇中の脚本家エピソードは自身の「脚本家あるある」を盛り込み、夫婦のデートエピソードも小松の体験談が元ネタとなっている。

## あらすじ
スランプに悩む脚本家の丸石智也。ピンク映画を主に執筆する彼は濡れ場の構想こそ妻とのセックス通じ思い浮かぶが、いざ執筆段階となると書けなくなっていた。実際の性生活でも勃ちが悪くなっていることを指摘されると、智也は心身ともに焦りだす。
智也は先輩脚本家である関川にスランプを相談すると、妻の朋子で満足していることがすべての原因であると説き、あえて智子を避ける禁欲生活、さらには俳優の山本と「朋子ネトラレプロジェクト」を開始。智也の妄想と嫉妬心の高ぶりで筆を走らせることを画策する。

## 登場人物
丸石朋子
演 ‐ 神納花
脚本家の妻。共働きであり、カフェに勤務する。年齢を感じさせない美貌と体型を保ち、関川から「エロすぎる嫁」と言われている。結婚10年目の40歳。
丸石智也
演 ‐ 石川雄也
脚本家。おもにピンク映画、エロ系オリジナルビデオの脚本を執筆。代表作は『柔らかい檻』。以前はコンスタントに作品を発表し生活も安定していたが、約1年ほどはアイディアは豊富ながら、いざノートパソコンを前にすると筆が進まないスランプ状態。45歳。
関川
演 ‐ 森羅万象
脚本家。智也の先輩にあたるが、現在は開店休業状態で税金も滞納状態。離婚経験があり独身。智也いわく「パクりの常習者」（関川はオマージュであると否定している）。60歳。
山本タカアキ
演 ‐ 細川佳央
俳優。ピンク映画を中心に活動。
劇中劇の人物
演 ‐ 辰巳ゆい、倖田李梨、七菜原ココ、あけみみう、栄川乃亜、折笠慎也、イワヤケンジ

## スタッフ
- 監督：竹洞哲也
- 脚本：小松公典
- 撮影監督：創優和
- 編集：三田たけし
- 助監督：可児正光
- スチール：須藤未悠
- 音楽：與語一平
- 録音・整音：植田中
- 仕上げ：東映ラボ・テック
- 制作：Blue Forest Film
- 配給・提供：オーピー映画